# Albrecht IV van Oostenrijk
Albrecht IV de Geduldige of het Wereldwonder (Wenen, 19 september 1377 - Klosterneuburg, 14 september 1404), uit de Albertijnse linie van het huis Habsburg, was hertog van Oostenrijk van 1395 tot zijn dood. Als graaf van Habsburg stond hij bekend als Albrecht VIII. Albrecht was het enige kind van Albrecht III van Oostenrijk en zijn tweede vrouw Beatrix van Hohenzollern.
Hij was gehuwd met Johanna, een dochter van graaf Albrecht van Beieren, graaf van Holland, Zeeland, Henegouwen en Beieren-Straubing. 
- Hun dochter Margaretha (1395-1447) huwde in 1412 met hertog Hendrik XVI van Beieren.
- Hun enige zoon werd niet enkel de latere opvolgende aartshertog Albrecht V maar ook koning van het Heilige Roomse Rijk als Albrecht II.

## Voorouders
| Voorouders van Albrecht IV van Oostenrijk | Voorouders van Albrecht IV van Oostenrijk                                           | Voorouders van Albrecht IV van Oostenrijk                                           | Voorouders van Albrecht IV van Oostenrijk                                           | Voorouders van Albrecht IV van Oostenrijk                                           | Voorouders van Albrecht IV van Oostenrijk                                           | Voorouders van Albrecht IV van Oostenrijk                                           | Voorouders van Albrecht IV van Oostenrijk                                           | Voorouders van Albrecht IV van Oostenrijk                                           |
| ----------------------------------------- | ----------------------------------------------------------------------------------- | ----------------------------------------------------------------------------------- | ----------------------------------------------------------------------------------- | ----------------------------------------------------------------------------------- | ----------------------------------------------------------------------------------- | ----------------------------------------------------------------------------------- | ----------------------------------------------------------------------------------- | ----------------------------------------------------------------------------------- |
| Overgrootouders                           | Albrecht I (rooms-koning) (12955-1308) ∞ 1276 Elisabeth van Karintië (1262–1313)    | Albrecht I (rooms-koning) (12955-1308) ∞ 1276 Elisabeth van Karintië (1262–1313)    | Ulrich II van Pfirt (1281–1324) ∞ Johanna van Mömpelgard (1284–1349)                | Ulrich II van Pfirt (1281–1324) ∞ Johanna van Mömpelgard (1284–1349)                | Johan II van Neurenberg (1309–1357) ∞ 1333 Elisabeth van Henneberg (-)              | Johan II van Neurenberg (1309–1357) ∞ 1333 Elisabeth van Henneberg (-)              | Frederik II van Meißen (1310–1349) ∞ 1328 Mathilde van Beieren (1313-1346)          | Frederik II van Meißen (1310–1349) ∞ 1328 Mathilde van Beieren (1313-1346)          |
| Grootouders                               | Albrecht II van Oostenrijk (1298-1358) ∞ Johanna van Pfirt (1300–1351)              | Albrecht II van Oostenrijk (1298-1358) ∞ Johanna van Pfirt (1300–1351)              | Albrecht II van Oostenrijk (1298-1358) ∞ Johanna van Pfirt (1300–1351)              | Albrecht II van Oostenrijk (1298-1358) ∞ Johanna van Pfirt (1300–1351)              | Frederik V van Neurenberg (1333-1398) ∞ 1350 Elisabeth van Meissen (1329-1375)      | Frederik V van Neurenberg (1333-1398) ∞ 1350 Elisabeth van Meissen (1329-1375)      | Frederik V van Neurenberg (1333-1398) ∞ 1350 Elisabeth van Meissen (1329-1375)      | Frederik V van Neurenberg (1333-1398) ∞ 1350 Elisabeth van Meissen (1329-1375)      |
| Ouders                                    | Albrecht III van Oostenrijk (1349-1395) ∞ 1375 Beatrix van Hohenzollern (1362-1414) | Albrecht III van Oostenrijk (1349-1395) ∞ 1375 Beatrix van Hohenzollern (1362-1414) | Albrecht III van Oostenrijk (1349-1395) ∞ 1375 Beatrix van Hohenzollern (1362-1414) | Albrecht III van Oostenrijk (1349-1395) ∞ 1375 Beatrix van Hohenzollern (1362-1414) | Albrecht III van Oostenrijk (1349-1395) ∞ 1375 Beatrix van Hohenzollern (1362-1414) | Albrecht III van Oostenrijk (1349-1395) ∞ 1375 Beatrix van Hohenzollern (1362-1414) | Albrecht III van Oostenrijk (1349-1395) ∞ 1375 Beatrix van Hohenzollern (1362-1414) | Albrecht III van Oostenrijk (1349-1395) ∞ 1375 Beatrix van Hohenzollern (1362-1414) |
| Albrecht IV van Oostenrijk (1377-1404)    |                                                                                     |                                                                                     |                                                                                     |                                                                                     |                                                                                     |                                                                                     |                                                                                     |                                                                                     |